# Trenton Titans
Trenton Titans byl profesionální americký klub ledního hokeje, který sídlil v Trentonu ve státě New Jersey. V letech 1999–2013 působil v profesionální soutěži East Coast Hockey League. Titans ve své poslední sezóně v ECHL skončily v základní části. Své domácí zápasy odehrával v hale CURE Insurance Arena s kapacitou 7 605 diváků. Klubové barvy byly červená, černá a bílá.

## Historické názvy
Zdroj: 
- 1999 – Trenton Titans
- 2007 – Trenton Devils
- 2011 – Trenton Titans

## Úspěchy
- Vítěz ECHL ( 1× )
  - 2004/05

## Přehled ligové účasti
Zdroj: 
- 1999–2003: East Coast Hockey League (Severovýchodní divize)
- 2003–2009: East Coast Hockey League (Severní divize)
- 2009–2010: East Coast Hockey League (Východní divize)
- 2010–2013: East Coast Hockey League (Atlantická divize)